# Ozava Maria
Ozava Maria (小澤マリア; Hepburn: Maria Ozawa; Hokkaidó, 1986. január 8. –) japán színésznő, modell és korábbi pornószínésznő (AV idol), művészneve Miyabi (みやび). Ozava Maria 1986. január 8-án született Hokkaidón japán anyától és francia-kanadai apától. A Japán Keresztény Akadémián (Christian Academy in Japan, CAJ) végzett. Folyékonyan beszél és jól ír angolul, amit a blogján és több filmjében is bebizonyított.
Pályafutása 2002-ben kezdődött, amikor a DARS Chocolate egy 30 másodperces reklámjában tűnt fel a KinKi Kids popduó tagjaival. 2005-től pornófilmekben kezdett el szerepelni, amivel nemzetközi ismertségre tett szert. Pornószínészi karrierjét a japán shirouto-teien.com weblapon kezdte, ahol több fotósorozat és két keménypornófilm az úgynevezett gonzo stílusban jelent meg róla. Később a japán S1 (S1 AV Filmstudios) cég fedezte fel és kötött vele szerződést. Az első S1-nek készült filmje, az Új arc (New Face – Number One Style) 2005 októberében jelent meg. Az S1 stúdió ezután havonta adott ki őt szerepeltető videót, ezenfelül V-Cinema filmekben szerepelt, több fotografikus könyvet és erotikus filmet is megjelentetett, az utóbbiakban legfeljebb csak meztelenül látható, de nem pornografikus jelenetekben. 2007 során kétszer is fellépett a Shinjuku New Art sztriptízbárban. Első fősodratú filmalakítása 2008 augusztusában az Invitation Only című tajvani horrorfilm volt. Ezután főbb filmjei a Menculik Miyabi (2009) és a Hantu Tanah Kusir (2010) indonéz, illetve a Nilalang (2015) fülöp-szigeteki filmek voltak. Utóbbi filmhez a tagalog nyelvet is elkezdte elsajátítani.